# João Afonso, senhor da Lousã

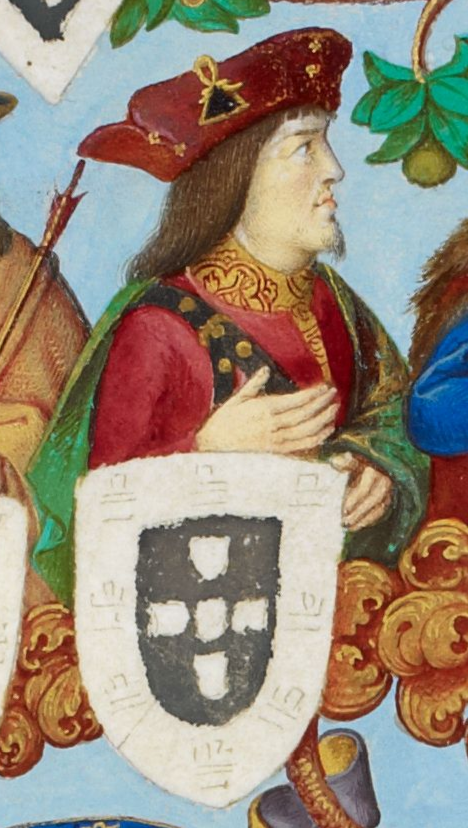
D. João Afonso na Genealogia dos Reis de Portugal.

João Afonso (cerca 1295 - Lisboa, 4 de julho de 1325), foi um filho legitimado do rei D. Dinis I de Portugal e de Maria Pires, natural do Porto.
Surge na documentação pela primeira vez em 25 de setembro de 1303 quando recebe de seu pai a quinta de Montagraço (Sobral de Monte Agraço). Até 1314 recebeu várias doações de D. Dinis I, nomeadamente a Póvoa de Ervas Tenras, com todo o direito temporal e espiritual (1305), as aldeias de Outeiro de Miranda, de Vila Verde de Bragança e de Vilarelho, na terra de Vilariça, e as de Cortiços e de Cernadela, na terra de Ledra (1313), as vilas de Nuzelos e de Alfândega [da Fé] (1313), o préstamo de todos os bens que o rei possuia em Portocarreiro, com o direito de aí fazer justiça (1313), as vilas de Arouce, da Lousã e de Ázere (1313). Em 1314, acrescentou ao seu vasto domínio no Norte, Rebordãos com todos os seus termos.
Legitimado em 13 de abril de 1317, em 1318 foi feito Alferes-mor e em 1324 Mordomo-mor.
Violento e prepotente, apoiou o meio-irmão Afonso Sanches nas lutas contra D. Afonso IV e procurou cativar para o seu partido o meio-irmão Pedro Afonso, conde de Barcelos.
Morto D. Dinis I, D. Afonso IV sentenciou João Afonso à morte e no mesmo dia foi degolado.

## Descendência
Casou em 1315 com Juana Ponce de León (m. antes de 1344), filha de Pedro Ponce de León (m. 1314), Adiantado-mor da Andaluzia e senhor de Puebla de Asturias, bisneto por linha ilegítima de Afonso IX de Leão, e de Sancha Gil de Chacim, e irmã de Isabel Ponce de León (casada com Pedro Fernández de Castro, pai de Inês de Castro, e mãe de Juana de Castro, mulher de Pedro I de Castela), com quem teve:
- Urraca Afonso, casada em 1335 com Álvaro Pérez de Guzmán.[1]

Teve ilegítima:
- Leonor Afonso, casada com Gonçalo Martins de Portocarreiro.[1]